# Kehrmonopol
Das Kehrmonopol ist eine Marktregulierung im Gewerberecht für die Schornsteinfeger, die in Deutschland seit 2008 zum Teil abgeschafft wurde. Danach darf die Feuerstättenschau nur von staatlich zugelassenen Bezirksschornsteinfegern durchgeführt werden. Kehrarbeiten und andere Aufgaben können auch einem anderen Schornsteinfeger übertragen werden.

## Geschichte
Nach Stadtbränden entstanden im hohen und späten Mittelalter die ersten Brand- oder Feuerverordnungen. Sie waren Bestandteil allgemeiner städtischer Ordnungen, traten vermehrt seit dem 16. Jahrhundert auf, und verbreiteten sich dann im 17. Jahrhundert sehr schnell. Verfasst und publiziert wurden die Feuerordnungen sowohl von landesherrlicher als auch von städtischer Obrigkeit, wobei sie innerhalb eines Jahrhunderts zum Teil mehrmals überarbeitet und neu herausgegeben wurden.
In den Feuerordnungen wurden das regelmäßige Kehren des Schornsteins zwingend vorgeschrieben.
Die älteste bekannte ist die Wiener Feuerordnung vom 22. Mai 1454, die auch die Besichtigung aller Rauchfänge und Feuerstätten und die Beseitigung der „ungewöhnlichen und bösen“ unter ihnen verlangte.
Die Stadt Breslau erließ in einer Urkunde vom 4. August 1578 über die „Neuaufgerichtete Feuerordnung“ erstmals Kehrbezirke für Schornsteinfeger in der Stadt.
Am 2. April 1727 erließ Preußens König Friedrich Wilhelm I. eine Verordnung, die Vorschriften für Schornsteine, die Errichtung von Kehrbezirken, die Begutachtung der Feuerstätten und die Haftung des Schornsteinfegers bei Schäden regelte.
Am 2. September 1782 wurde eine Feuerlöschordnung für Österreich unter der Enns erlassen und u. a. verfügt, dass schließbare Rauchfänge durch wirkliche Rauchfangkehrer zu kehren sind.

## Deutschland

### Kehrbezirke
Am 21. Juni 1869 wurde die Gewerbeordnung für das Deutsche Reich eingeführt, in welcher § 39 die Einrichtung von Kehrbezirken für Schornsteinfeger gestattete. Die Einrichtung von Kehrbezirken war demnach eine „Kann-Bestimmung“, von der in sehr unterschiedlicher Weise Gebrauch gemacht wurde. So gab es keine einheitlichen Maßstäbe für die Größe der Kehrbezirke und der Kehrlohn war oft auch nicht ausreichend. Zu viele kleine Gemeinden hatten nämlich den Ehrgeiz, einen „eigenen“ Schornsteinfeger in ihrem Bereich zu besitzen.
Am 15. Juni 1880 wurde schließlich im Deutschen Reichsanzeiger der Erlass des Preußischen Ministers für Handel und Gewerbe vom 14. Mai 1880 zur Regelung des Schornsteinfegerwesens veröffentlicht. Mit diesem Erlass sprach sich der Minister grundsätzlich für das System der Kehrbezirke für Schornsteinfeger aus.
Der Ministerialerlass vom 5. Februar 1907 in Preußen war dann für lange Jahre die Rechtsgrundlage für die Bildung der Kehrbezirke. Die wesentlichsten Punkte waren:
- Für die Bildung von Kehrbezirken war das feuerpolizeiliche Interesse allein entscheidend.
- Ein ausreichendes Einkommen des Schornsteinfegers war erforderlich.
- Die Überwachungsmöglichkeit des Bezirks bildete die Grenze für seine Größe.
- Eine Nachprüfung der Feuerstätten anhand eines Kehrbuches sollte alle 5 Jahre stattfinden.
- Eine Bewerberliste war aufzustellen.
- Ein Nebengewerbe ohne ausdrückliche Genehmigung war ausgeschlossen.
- Der Kehrlohn war nur vom Hauseigentümer zu erheben.
- Die Regierungspräsidenten konnten als Berufspflichten die Brandhilfe, die Brandschau und die Bauabnahme aufnehmen.

Von der Befugnis, Kehrbezirke einrichten zu können, machten zu dieser Zeit sämtliche Deutsche Länder in der Weimarer Republik Gebrauch, so dass tatsächlich bereits überall Kehrbezirke eingerichtet waren.
Kehrbezirke sollten einerseits dem Kaminkehrermeister ein genügendes Einkommen sichern und andererseits nur so groß sein, dass er die Reinigungsarbeiten, sowie den Zustand der Kamine und Feuerungsanlagen im ganzen Bezirke persönlich überwachen und bei entstehenden Brandfällen möglichst rasch Hilfe leisten kann. Das Bezirksamt führte wiederholt in den Bezirken Zählungen der Kamine, aufgeschlüsselt nach der Größe, der Kehrintervalle (je nach Notwendigkeit zwei- bis zwölfmal pro Jahr) und der zu zahlenden Gebühren durch, um die Belastung der Schornsteinfeger zu überprüfen und unter Umständen eine Neueinteilung des Kehrbezirkes vorzunehmen. Die Kehrbezirke wurde vorschriftsmäßig öffentlich ausgeschrieben. Ein ständiges Problem, zu dem es immer wieder Beschwerden und Unklarheiten gab, waren die Kehrlöhne. 1869 bestimmte eine Verordnung, dass die Kaminkehrerlöhne durch die Distriktsverwaltungsbehörden festzulegen waren. Die unmittelbare Aufsicht über die Geschäftsführung der Kaminkehrer stand den Ortpolizeibehörden zu.
Die Distriktsverwaltungsbehörde bestellte auch die Kaminkehrer und bestimmte Kehrtermine. Beschwerden wurde im Verwaltungswege entschieden.
Mit dem Gesetz zur Änderung der Gewerbeordnung für das Deutsche Reich vom 13. April 1935, wurde die bisherige Bestimmung des § 39 der Gewerbeordnung geändert und die Einrichtung von Kehrbezirken nicht nur gestattet, sondern jetzt auch vorgeschrieben und galt somit erstmals einheitlich für ganz Deutschland. Nach dem Zweiten Weltkrieg griffen Verordnungen für das Schornsteinfegerwesen in den Besatzungszonen, die schließlich am 22. Januar 1952 im Bundesgesetz zur Ordnung des Schornsteinfegerwesens mündeten. Am 10. Juli 1969 stimmte der Bundesrat dann dem Gesetz über das Schornsteinfegerwesen zu. Das neue Gesetz, das auch die alten noch geltenden Paragraphen der Gewerbeordnung aufhob, brachte dann ein einheitliches Schornsteinfegerrecht auf gesetzlicher Grundlage für die Bundesrepublik Deutschland. Das 2012 auslaufende Gesetz unterteilte Deutschland in etwa 8000 Kehrbezirke.

### Heutige Regelung
Eine Novellierung des Schornsteinfegergesetzes wurde im Rahmen eines Vertragsverletzungsverfahrens von der europäischen Kommission angestoßen.
Die Reform des Schornsteinfegergesetzes wurde im November 2008 verabschiedet (BGBl. I S. 2242). Das bisherige Schornsteinfegergesetz trat mit Ablauf des 31. Dezember 2012 außer Kraft. Das Gesetz wurde abgelöst durch das Gesetz über das Berufsrecht und die Versorgung im Schornsteinfegerhandwerk vom 26. November 2008.
Inhalte des neuen Gesetzes ist eine Aufspaltung des alten Kehrmonopols in zwei Bereiche zum 1. Januar 2013:
- Staatliche Aufgabe im Sinne der Brandsicherheit (technische Kontrolle), der Abnahme von neuen Kaminen und die Kontrolle des Kehrbuches erfolgt weiterhin durch den bevollmächtigten Bezirksschornsteinfeger in einem Kehrbezirk. Ein Kehrbezirk wird nun alle 7 Jahre neu europaweit ausgeschrieben. Der Bezirksschornsteinfeger muss seit 2013 alle 3,5 Jahre (bisher alle 5 Jahre) eine Feuerstättenschau an den Häusern vornehmen und begutachtet die Anlage vom Brennraum bis zur Schornsteinkrone. Er stellt einen gebührenpflichtigen Feuerstättenbescheid aus, indem auch die Kehr-, Mess- und Überprüfungsarbeiten festgelegt sind. Dies ist in den §§ 13 ff. SchfHwG geregelt.
- Die Schornsteinfegerarbeiten unterliegen seit 1. Januar 2013 dem Wettbewerb. So können zukünftig neben dem Bezirksschornsteinfeger auch Anlagenmechaniker für Sanitär-, Heizungs- und Klimatechnik mit Zusatzqualifikation entsprechende Kehr- und Überprüfungsarbeiten an Feuerstätten übernehmen. Entsprechende freie Anbieter müssen aber beim Bundesamt für Wirtschaft und Ausfuhrkontrolle (BAFA) und bei der Handwerkskammer registriert sein.

Das Kehrmonopol gilt damit für die Feuerstättenschau fort und wurde darüber hinaus um den Feuerstättenbescheid erweitert; nur die sich daran anschließenden Kehr-, Mess- und Überprüfungsarbeiten sind liberalisiert. Der Feuerstättenbescheid verursacht außerdem zusätzliche Kosten in Höhe von 12,50 € (§ 6 Anlage 3 Nr. 1 KÜO).

## Österreich
In Österreich gab es am Anfang des 20. Jahrhunderts massive Kritik durch die Hausbesitzer, die sich gegen die Einschränkung der Marktfreiheit durch Kehrbezirke und gegen die Kehrtarife, sowie gegen die Bevormundung durch die staatliche Obrigkeit aussprachen. Beim Kehrtarif ging (und geht) es für die Gewerkschaft um die Höhe der Entlohnung für die Gehilfen und für die Innung um die Höhe der Einkommen für die Meister, sowie den Hausbesitzern um die Anzahl der Kehrungen und die Höhe der Tarife. Die Tarife für Gemeinden und Stadtgemeinden sollen gleich hoch sein, weshalb die Bürgermeister der Gemeinden auf die Zuständigkeit an die Landesregierung verwiesen.
In Wien erreichte 1907–1912 das gesellschaftspolitische Ringen zwischen dem Hausbesitzer-Verein (7.000 Mitglieder, 14.000 bis 20.000 Häuser) und der Erwerbs- und Wirtschaftsgenossenschaft der Rauchfangkehrermeister (20 Kehrbezirke, 147 Rauchfangkehrermeister) betreffend die Kehrarbeiten und Maximaltarife seinen Höhepunkt. 1910 gibt es einen Hinweis auf eine sittenwidrige Vereinbarung. Der Hausbesitzer-Verein erwirkt eine eigene Rauchfangkehrer-Konzession gegen das Kartell der Rauchfangkehrermeister. 1912 wurde der Streit nach einer Anhörung im Wiener Gemeinderat durch Vertrag geregelt.

### Kehrgebiete
Die Kehrgebiete (§ 123 GewO) für das Rauchfangkehrergewerbe sind je Bundesland durch Verordnungen des Landeshauptmannes geregelt. Hiebei sind verschiedene Interessensvertreter anzuhören und eine Interessensabwägung vorzunehmen.